# Šamanský buben
Jako šamanský buben se označuje rámový buben s nevysokým rámem, potažený z jedné strany kůží. 

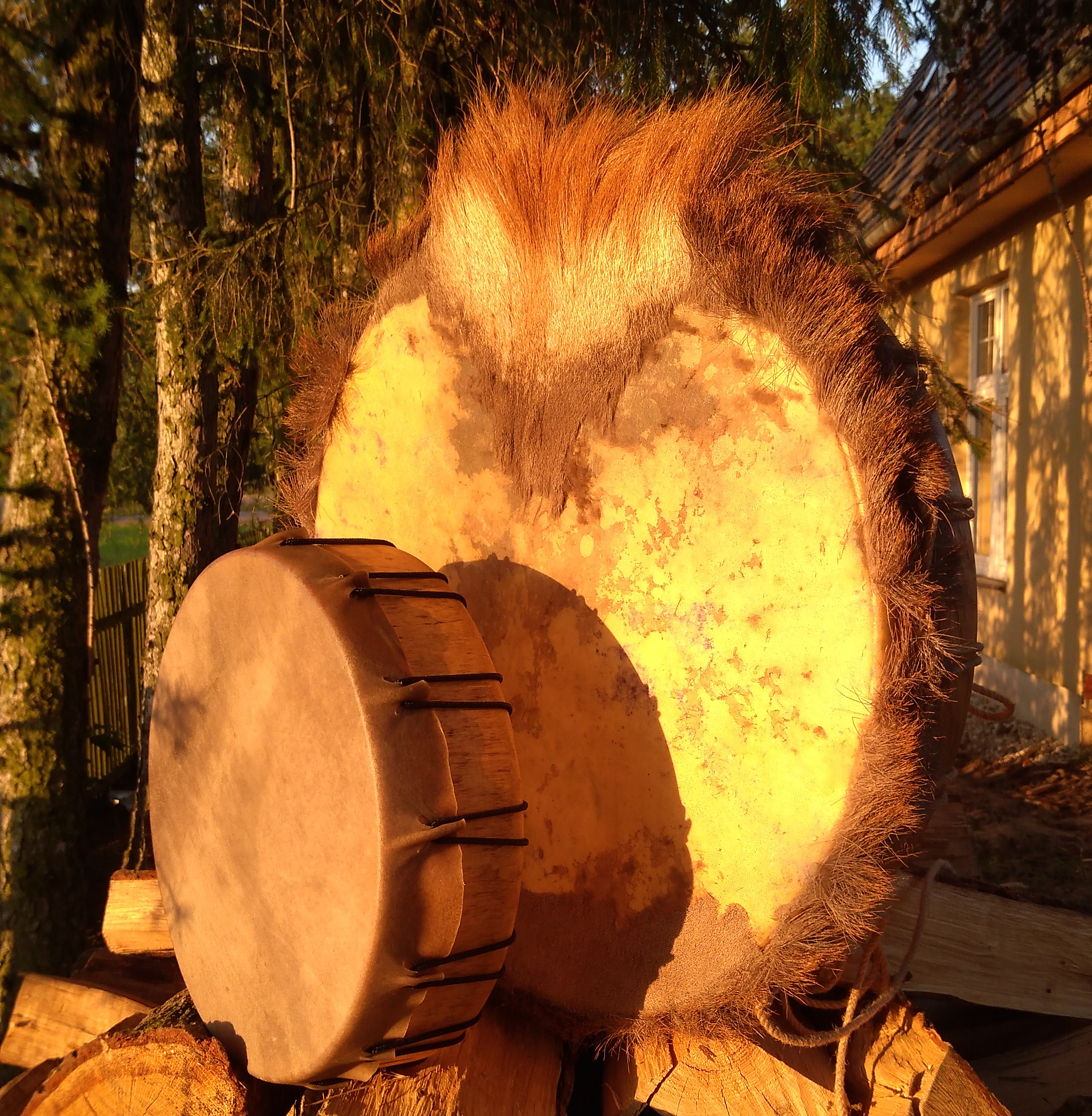
Šamanské bubny

Zvuk dobře vysušeného a napnutého bubnu obsahuje značný podíl vysokých frekvencí, které u doznívají několik sekund po úderu a mohou připomínat tibetskou mísu. Nástroj je značně hlasitý a velmi dynamický.